# Dahomey (pel·lícula)
Dahomey és una pel·lícula documental de 2024 dirigida per Mati Diop. És un relat dramatitzat de 26 tresors reials del Regne de Dahomey (a l'actual República del Benín), que es van conservar en un museu de França. La pel·lícula explora com els artefactes van ser retornats a Benín i les reaccions dels beninesos. La pel·lícula va ser una coproducció internacional entre companyies de França, Senegal i Benín. S'ha subtitulat al català.
La pel·lícula es va exhibir per primer cop a la competició principal del 74è Festival Internacional de Cinema de Berlín, on va guanyar el primer premi del festival, l'Os d'Or. El film va ser seleccionat com a candidat senegalès a l'Oscar a la millor pel·lícula internacional en la 97a edició dels premis. Es va estrenar en cinemes a França l'11 de setembre de 2024, amb l'aclamació de la crítica. Va ser nomenada una de les cinc millors pel·lícules documentals del 2024 per la National Board of Review.